# Буч Касиди и Сънданс Кид
„Буч Касиди и Сънданс Кид“ (на английски: Butch Cassidy and the Sundance Kid) е американски пълнометражен игрален филм на режисьора Джордж Рой Хил, по сценария на Уилям Голдман, с участието на Пол Нюман и Робърт Редфорд.

## Сюжет
Лентата е базиран на действителната история на двама гангстери.

## В ролите
| Актьор         | Роля          |
| -------------- | ------------- |
| Пол Нюман      | Буч Касиди    |
| Робърт Редфорд | Сънданс Кид   |
| Катрин Рос     | Ета Плейс     |
| Стродър Мартин | Перси Гарис   |
| Джеф Кори      | шериф Бледсоу |
| Клорис Лийчман | Агнес         |

## Рецензия
Буч Касиди и Сънданс Кид е една от емблемите за американското филмово изкуство и Холивуд. Считан е за най-касовия американски уестърн за всички времена (с приход през 1970 в размер на 100 милиона долара, еквивалентни на 500 милиона за 2009).

## Награди и Номинации
„Буч Касиди и Сънданс Кид“ е отличен с четири награди от 7 номинации „Оскар“:
- 1970 Оскар за най-добра кинематография
- 1970 Оскар за най-добър оригинален сценарий
- 1970 Оскар за най-добра музика
- 1970 Оскар за най-добра песен

В 24-то издание на Британската аналогична академия, филмът получава 9 награди, сред които и тази за най-добър филм.
Филмът е поставен от Американския филмов институт в някои категории както следва:
- АФИ 100 години... 100 филма – #50
- АФИ 100 години... 100 трилъра – #54
- АФИ 100 години... 100 филма (10-о юбилейно издание) – #73
- АФИ 10-те топ 10 – #7 Уестърн

- През 2003 година, филмът е в избран като културно наследство за опазване в Националния филмов регистър към Библиотеката на Конгреса на САЩ.